# Mučín
Mučín (em húngaro: Mucsény) é um município da Eslováquia, situado no distrito de Lučenec, na região de Banská Bystrica. Tem 11,74 km² de área e sua população em 2018 foi estimada em 786 habitantes.

## Demografia
| Ano:        | 1994 | 2004   | 2014    | 2024   |
| ----------- | ---- | ------ | ------- | ------ |
| Broj ljudi: | 676  | 687    | 772     | 771    |
| Razlika:    |      | +1,62% | +12,37% | -0,12% |

| Ano:               | 2023 | 2024   |
| ------------------ | ---- | ------ |
| Número de pessoas: | 761  | 771    |
| Diferença:         |      | +1,31% |